# عملیات مسلم بن عقیل
عملیات مسلم بن عقیل عملیات نیمه‌گسترده نظامی نیروهای مسلح ایران، در خلال جنگ ایران و عراق بود، که به فرماندهی مشترک ارتش و سپاه پاسداران، به مدت ۷ روز در منطقه سومار انجام شد. این عملیات تحت فرماندهی قرارگاه نجف اشرف و با اهداف آزادسازی چندین ارتفاع مرزی، انهدام نیروهای ارتش عراق و تصرف ارتفاعات مشرف بر شهر مندلی، با همکاری تیپ محمد رسول‌الله سپاه پاسداران و تیپ ۵۵ هوابرد ارتش، در بامداد ۹ مهر ۱۳۶۱ آغاز شد و علی‌رغم آماده باش کامل یگان‌های عراقی، نیروهای ایرانی در کمترین زمان و با اصل غافل‌گیری، ۱۵۰ کیلومتر از خاک ایران را آزاد، حدود ۳۰ کیلومتر از خاک عراق را تصرف و تمامی اهداف مشخص شده در طرح عملیات را محقق کردند و در تاریخ ۱۵ مهر ۱۳۶۱ به این عملیات پایان دادند.